# Malwina Kopron
Malwina Kopron (Puławy, 16 november 1994) is een atleet uit Polen. Gespecialiseerd in kogelslingeren.
Op de Wereldkampioenschappen atletiek 2017 behaalde Kopron de bronzen medaille.
Op de Olympische Zomerspelen van Rio de Janeiro in 2016 nam Kopron voor het eerst deel aan de Spelen op het onderdeel kogelslingeren.
Op de Olympische Zomerspelen van Tokio die in 2021 werden gehouden, behaalde ze een bronzen medaille op dit onderdeel.
- World Athletics: 14418780